# Przełęcz pod Śnieżką

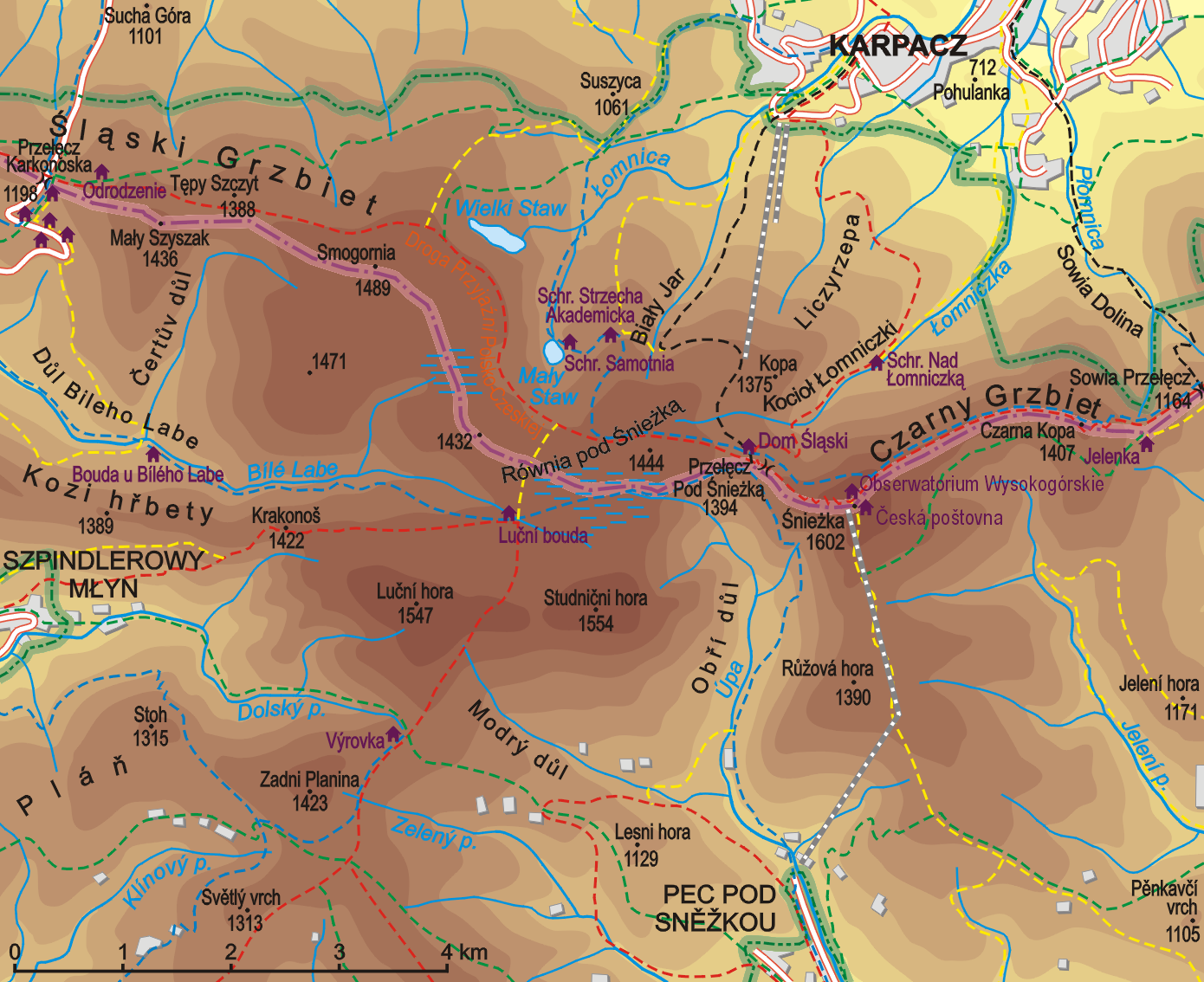
Przełęcz pod Śnieżką na mapie

Przełęcz pod Śnieżką – przełęcz na wysokości 1389 m n.p.m. w Sudetach Zachodnich, w Karkonoszach.
Przełęcz położona jest na południowy zachód od Karpacza, na południowej granicy państwa z Czechami, na terenie Karkonoskiego Parku Narodowego. Oddziela masyw Śnieżki w Czarnym Grzbiecie od Równi pod Śnieżką, położonej na Śląskim Grzbiecie.
Przełęcz jest mało widoczna w terenie, kształtem przypomina rozległe płytkie wgłębienie o bardzo łagodnych zboczach. Otoczenie przełęczy stanowi obszerna górska łąka. W pobliżu przełęczy znajduje się górskie schronisko turystyczne "Śląski Dom" (Schronisko pod Śnieżką) oraz węzeł turystycznych szlaków polskich i czeskich. Do 21 grudnia 2007 r. funkcjonowało tu przejście graniczne na szlaku turystycznym Śląski Dom - Luční bouda zlikwidowane na mocy Układu z Schengen. Do 2005 roku w budynku schroniska na Przełęczy pod Śnieżką mieściła się Strażnica WOP Śnieżka, a w późniejszym okresie strażnica Straży Granicznej.

## Szlaki turystyczne
W okolicy przełęczy prowadzą szlaki turystyczne:
- – czerwony fragment Głównego Szlaku Sudeckiego z Przełęczy Karkonoskiej do Karpacza
- – czerwony szlak przyjaźni z Przełęczy pod Śnieżką do Przełęczy Okraj
- – niebieski fragment szlaku prowadzi z Karpacza na Śnieżkę

Szlaki po czeskiej stronie:
- – niebieski z Luční bouda do Pec pod Sněžkou.